# Я Візл

Я Візл.

Головні героя серіалу — Бабун та Візл.

Я Візл (англ. «I am Weasel») — дитячий мультсеріал від творців мультсеріалу «Му та Ципа» про ще більш незвичайну пару — Візла (ласки) і Бабуна (мавпи). Прем'єра мультсеріалу відбулося 16 вересня 1997 року на американському каналі Cartoon Network. Загальне число сезонів — 5, загальна кількість серій — 79.

## Опис
У мультсеріалі присутні двоє головних героя: ласка і бабуїн, одвічний ворог ласки. Їх захоплюючі пригоди і смішні забави повстають головним предметом багатьох посмішок і сміху дітей. Саме цей вид мультсеріалів, в якому двоє героїв постійно сваряться один з одним дуже популярний в наші дні. Предметом сварки між двома героями є заздрість більш невдачливого. Але іноді їм доводитися об'єднуватися в боротьбі зі злом, що робить мультсеріал ще більш незвичайним і божевільним. За довгий час перебування на багатьох телеекранах усього світу, мультсеріал вже встиг завоювати багатьох юних шанувальників і стати своєрідним «дитячим хітом». У мультсеріалі також присутній персонаж на ім'я «Червоний хлопець», який є головним антагоністом.
Мультсеріал «I am Weasel» розповідає про пригоди Візла, генія, якому вдається усе, за що б він не взявся, а також про його напарника, а іноді ворога, — Бабуна. Він не такий розумний як Візл і розмовляє незрозуміло. Бабун — головний невдаха цього мультфільму. Йому рідко (ба, навіть ніколи) не щастить. Мультфільм був би не таким колоритним без червонозадого хлопця, який приєднався до головних героїв у другому сезоні. До цього він був присутній у мультсеріалі «Му та Ципа». Епізоди «Я Візл» спершу були частиною шоу «Му та Ципа». Обидва мультфільми створені Девідом Фієсом. Проте згодом Візл отримав власне шоу, яке тривало 5 сезонів. Завдяки поєднанню гумору та іронії мультфільм став улюбленим як серед дітей, так і серед дорослих.

## Головні герої

### Візл
Візл (англ. I.M. Weasel чи просто Weasel). Сміливий, дохідливий, і сильний звір. Він є своєрідним уособленням хороброї людини. Весь час потрапляє в різноманітні сутички з його головним суперником — Бабуном. І як це вже прийнято — добро завжди перемагає зло, Візл вічно виходить сухим з багатьох сутичок, в які потрапляє. Хоча іноді їм доводиться об'єднуватися, в ім'я боротьби зі злом. Але це не завжди проходить гладко. Саме це є частиною всього шоу.

### Бабун
Бабун (англ. I.R. Baboon чи просто Baboon). Майже повна протилежність першому головному герою — Візлу. Однією з головних особливістю самого Бабуна є його ж власний зад, який має яскраво червоний колір. Бабун — дурна, безглузда мавпа, яка всього-на-всього заздрить всьому, що є у Візла.

### «Червоний хлопець»
Головний антагоніст мультсеріалу, проти якого і спрямована боротьба двох головних героїв (крім один одного).
Зазвичай, являється у формі представників влади. Відмінною рисою є вміння пересуватися стрибками на сідницях.